# Marion Phillips
Marion Phillips, (ur. 29 października 1881 w St Kilda, Melbourne, Australia, zm. 23 stycznia 1932 w Londynie) – polityk, działaczka Partii Pracy.

## Życie i działalność
Najmłodsza z trzech synów i czterech córek Phillipa Davida Phillipsa (1836-1909), urodzonego w Australii zamożnego żydowskiego prawnika i nowozelandki Rose Asher. Nauki pobierała początkowo w domu, następnie w Presbyterian Ladies' College w Melbourne, Ormond College oraz University of Melbourne, gdzie studiowała filozofię i historię, a w 1902 r. zdobyła medal Cobden Club. W 1904 r. wyjechała do Anglii na London School of Economics i ukończyła w 1907 rozprawą doktorską na temat rozwoju Nowej Południowej Walii, którą dwa lata później opublikowała pod tytułem „A Colonial Autocracy, New South Wales under Governor Macquarie, 1810-1821”. W latach 1911 oraz 1918-1920 była wykładowcą tej uczelni.
W latach 1905–09 Phillips została zaangażowana przez Sidneya i Beatrice Webb, a później przez Królewską Komisję ds. Praw Ubogich jako asystent w sprawach zdrowia publicznego, opieki medycznej i leczenia ubogich dzieci, badała też sytuację wdów i ich dzieci. W 1907 r. wstąpiła do Towarzystwa Fabiańskiego i Independent Labour Party a w 1908 r. do Women's Labour League. W 1909 r. wraz z Mary Longman i Ethel Bentham założyła dom. Wstąpiła do National Union of Women's Suffrage Societies. Od 1912 r. była redaktorem ulotki Women's Labour League (od 1913 wychodzącej pod tytułem „The Labour Woman”). W 1912 r. została wybrana radną Kensington, gdzie domagała się zapewnienia klinik dziecięcych, posiłków szkolnych, poprawy warunków mieszkaniowych i planów zatrudnienia oraz zakazu wyzyskujących warunków pracy. Podczas wojny była członkiem War Emergency Workers' National Committee, rady konsumenckiej Ministry of Food oraz Central Committee on Women's Training and Employment. W latach 1917–18 służyła w komitecie ds. odbudowy powojennej, gdzie często ścierała się z Beatrice Webb. W 1918 r. redagowała tom esejów „Women and the Labour Party”. W 1917 r. została sekretarzem Standing Joint Committee of Industrial Women's Organizations, jednoczącego ruchy kobiece, związki zawodowe i Women's Labour League i stającego się trzonem kobiecej sekcji Partii Pracy. Phillips stanowczo sprzeciwiała się pomysłowi kontroli urodzeń w latach dwudziestych. Gdy w 1929 r. feministki podzieliły się w kwestii specjalnej ochrony dla kobiet w zakresie godzin i warunków pracy, Phillips opowiedziała się przeciwko Open Door Council. Wielokrotnie ścierała się również z Nancy Astor odrzucając pojęcie „partii kobiecej” oraz stawianie feministycznego zaangażowania ponad lojalność wobec partii. Z W. S. Tomkinson współredagowała „English Women in Life and Letters” (1926), ilustrowany zbiór dokumentów obrazujący życie brytyjskich kobiet w przeszłości: służących, gospodyń domowych, kobiet wykwintnych, przestępczyń i pracownic. W 1929 r. została posłem z ramienia Partii Pracy dla okręgu Sunderland.
Marion Phillips była pierwszą Australijką, która zdobyła miejsce w parlamencie brytyjskim i jedyna, która została wybrana do Izby Gmin. Urodzona w wybitnej żydowskiej rodzinie, umarła 23 stycznia 1932 w Empire Nursing Home w Londynie na raka żołądka, jako ateistka, odrzucając również swoją australijską przeszłość, określając je jako surowe i niecywilizowane życie. Nad wszystko stawiała życie intelektualne, artystyczne i kulturalne Europy; jej religią był socjalizm i siła organizacji kobiecych i klas robotniczych. 27 stycznia została skremowana w Golders Green. Niezamężna pozostawiła swój majątek przyjacielowi i towarzyszowi politycznemu Charlesowi Wye Kendall.